# لوران پراد
 لوران پراد (انگلیسی: Laurent Prades؛ زاده ۱۹ ژوئیهٔ ۱۹۶۸) یک تنیس‌باز اهل فرانسه است.